# Formica bradleyi
Formica bradleyi é uma espécie de formiga do gênero Formica, pertencente à subfamília Formicinae.